# Paralimnophila (Paralimnophila) grampiana
Paralimnophila (Paralimnophila) grampiana is een tweevleugelige uit de familie steltmuggen (Limoniidae). De soort komt voor in het Australaziatisch gebied.